# Jugoslovanska alpinistična odprava v Himalajo
Jugoslovanska alpinistična odprava v Himalajo (kratica JAHO) je bil naziv za alpinistične odprave jugoslovanskih alpinistov v Himalajo.

## Seznam
- JAHO I
- JAHO II
- JAHO III
- JAHO IV
- JAHO V
- JAHO VI
- JAHO VII